# Ayrton & Perry Electric Tricycle
Das Ayrton & Perry Electric Tricycle ist ein elektrisches Dreirad. Es wurde von den zwei englischen Professoren William Edward Ayrton und John Perry ein paar Monate nach dem ersten Elektrofahrzeug der Welt, dem Trouvé Tricycle, gebaut. Im Oktober 1882 fuhren sie mit diesem erstmals auf der Queen Victoria Street in London.

## Beschreibung
Ayrton und Perry verwendeten für ihr Elektrofahrzeug ein Dreirad von Howe Machine Company aus Glasgow. Dieses verfügte über zwei große Räder an der Vorderachse und ein kleines Rad hinten, der Motor leistete circa 0,37 Kilowatt, also etwa 0,5 PS. Die Traktionsbatterien von Camille Alphonse Faure hatten eine Kapazität von einer Kilowattstunde und eine Spannung von 20 Volt. Teilweise wurden auch Zellen von Sellon-Volckmar verwendet. Die Akkumulatoren waren auf einem Brett unter der Sitzbank angeordnet.
Die Geschwindigkeit wurde durch einzelnes Zu- und Abschalten der zehn Akkumulatorzellen geregelt. Dieses Fahrzeug hatte eine Reichweite von bis zu 40 Kilometern und erreichte eine Höchstgeschwindigkeit von etwa 14 km/h. Zudem hatte es – im Gegensatz zu Trouvès Fahrzeug – keine Pedale mehr und war somit vollständig auf den Elektroantrieb angewiesen. Das Ayrton & Perry Tricycle ist das erste Fahrzeug mit elektrischem Licht.

## Die Rekonstruktion von 2011
Der Stiftungsvorstand des Museums Autovision, Horst Schultz, machte es sich mit seinem Museums-Werkstatt-Team zur Aufgabe, das Ayrton & Perry Electric Tricycle, von dem offensichtlich das Original nicht mehr existiert, fahrbereit nachzubauen. Diese Rekonstruktion ist im Museum Autovision ausgestellt.

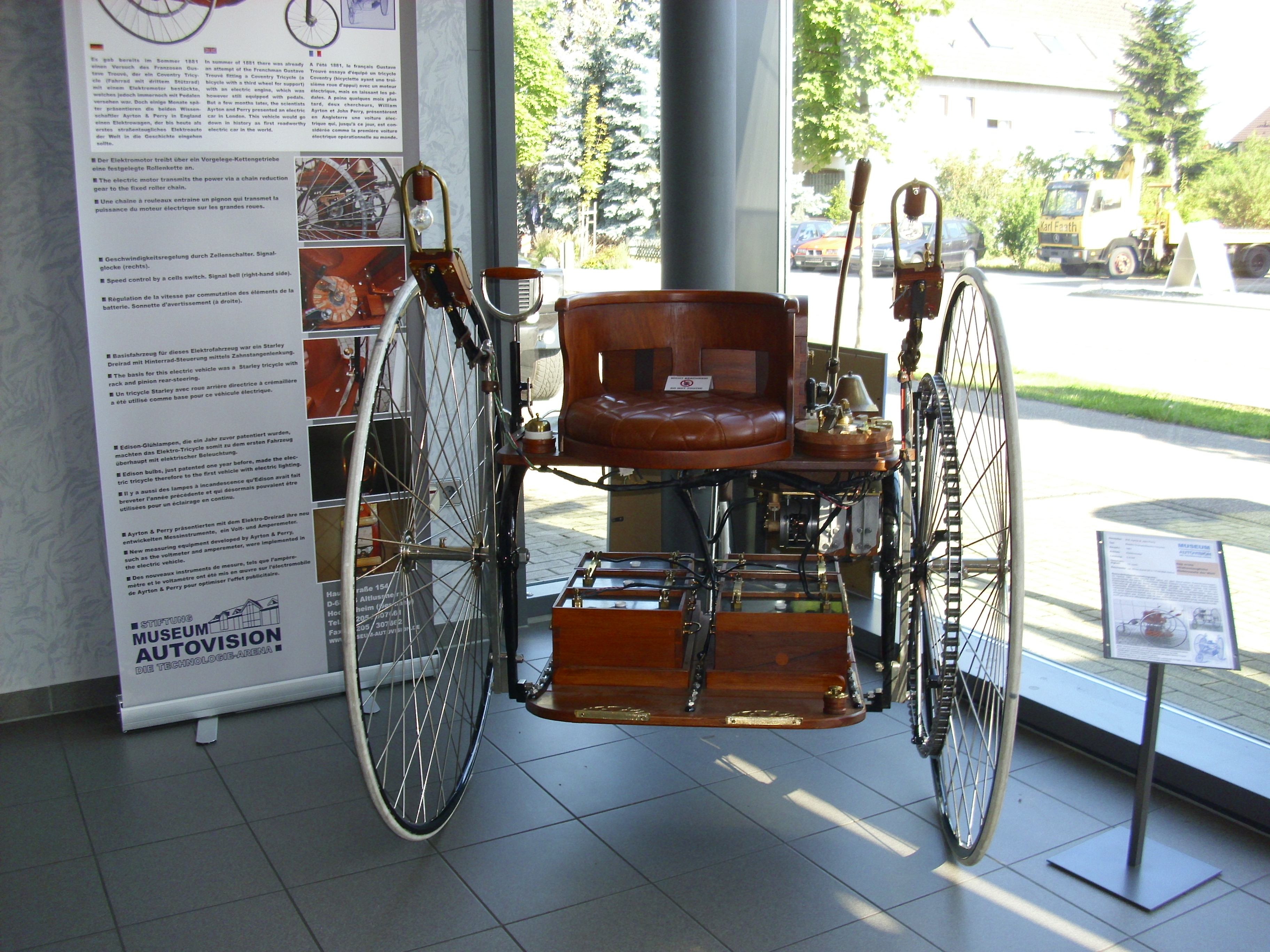
Nachbau im Museum Autovision, mit einigen Abweichungen vom Original
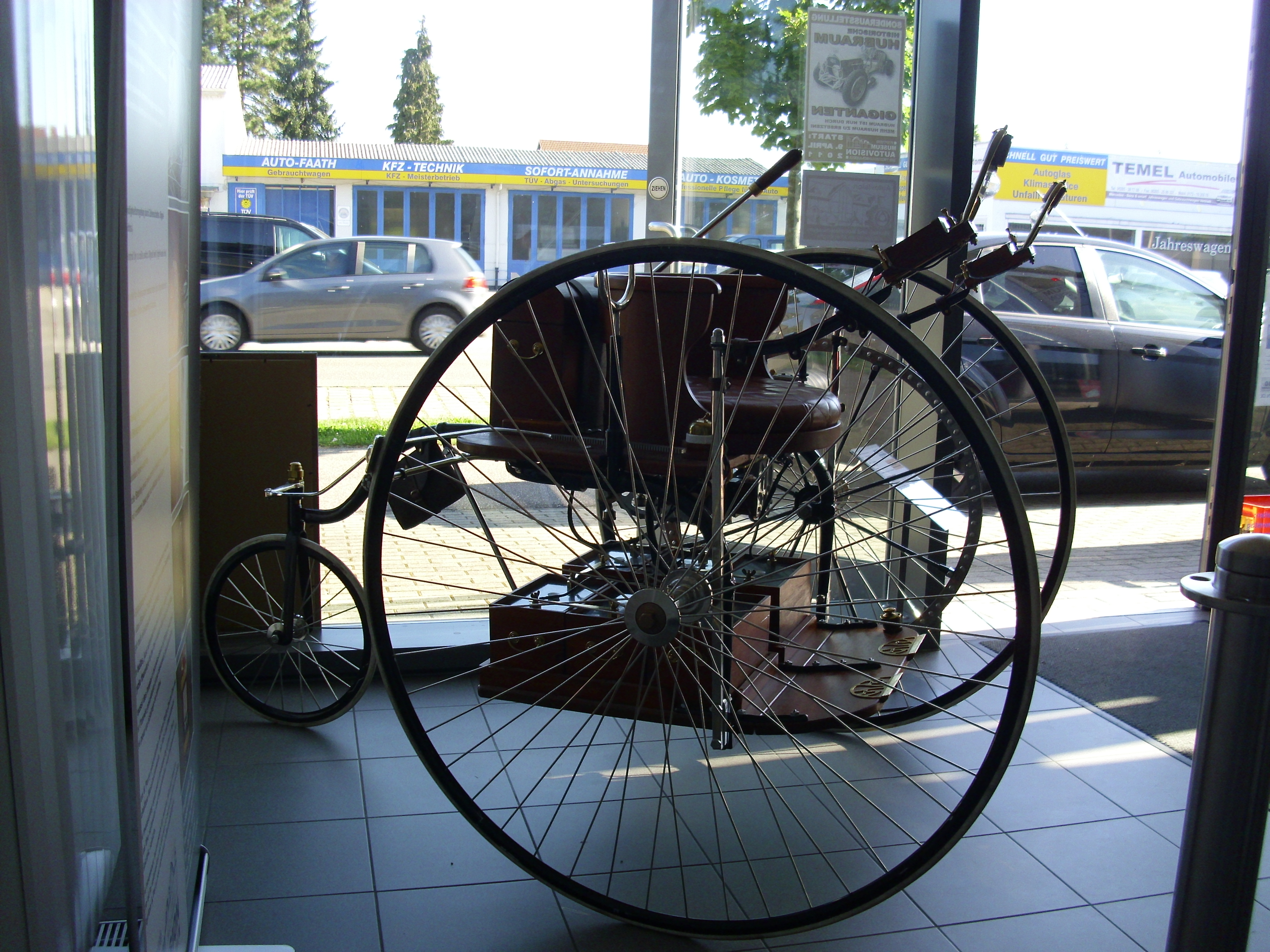
Seitenansicht des Nachbaus